# CC398
CC398 hoặc MRSA CC398 là một biến thể mới của MRSA đã xuất hiện ở động vật và được tìm thấy ở động vật sản xuất trong công nghiệp (chủ yếu là lợn), nơi nó có thể được truyền sang người dưới dạng LA-MRSA (MRSA liên quan đến vật nuôi). Tuy nhiên, một nghiên cứu năm 2009 cho thấy CC398 khó khăn khi lây từ người sang người. Mặc dù nguy hiểm cho con người, CC398 thường không có triệu chứng ở động vật nuôi công nghiệp. Trong một nghiên cứu độc lập được thực hiện ở Đan Mạch, MRSA đã được chứng minh là có nguồn gốc từ vật nuôi và lây sang người, mặc dù chủng MRSA có thể có nguồn gốc ở người và được truyền sang gia súc.
Một nghiên cứu năm 2011 đã báo cáo 47% thịt và gia cầm được bán trong các cửa hàng tạp hóa được khảo sát ở Hoa Kỳ bị nhiễm S. aureus, và trong số 5 đến 24% tổng số đó đã kháng với ít nhất ba loại kháng sinh. Một số mẫu sản phẩm thịt được bán thương mại tại Nhật Bản cũng được tìm thấy có chứa các chủng MRSA.
Một cuộc điều tra về 100 mẫu thịt lợn lấy từ các nhà bán lẻ lớn của Vương quốc Anh do Guardian thực hiện năm 2015 cho thấy khoảng 10% mẫu bị nhiễm virus.
Năm 2017, 17 trong số 401 con ngựa được kiểm tra ở Đan Mạch đã được phát hiện mang MRSA, điển hình là các chủng CC398. Cũng năm 2017 này có báo cáo rằng, từ năm 2014 đến năm 2016, 44 người ở Đan Mạch bị nhiễm LA-MRSA từ việc chăn nuôi chồn nâu lấy lông và LA-MRSA được tìm thấy trong 88% đàn lợn của Đan Mạch.